# Norapidia divisata
Norapidia divisata är en fjärilsart som beskrevs av Paul Dognin 1917. Norapidia divisata ingår i släktet Norapidia och familjen ädelspinnare. Inga underarter finns listade i Catalogue of Life.